# Gelbfieberimpfstoff

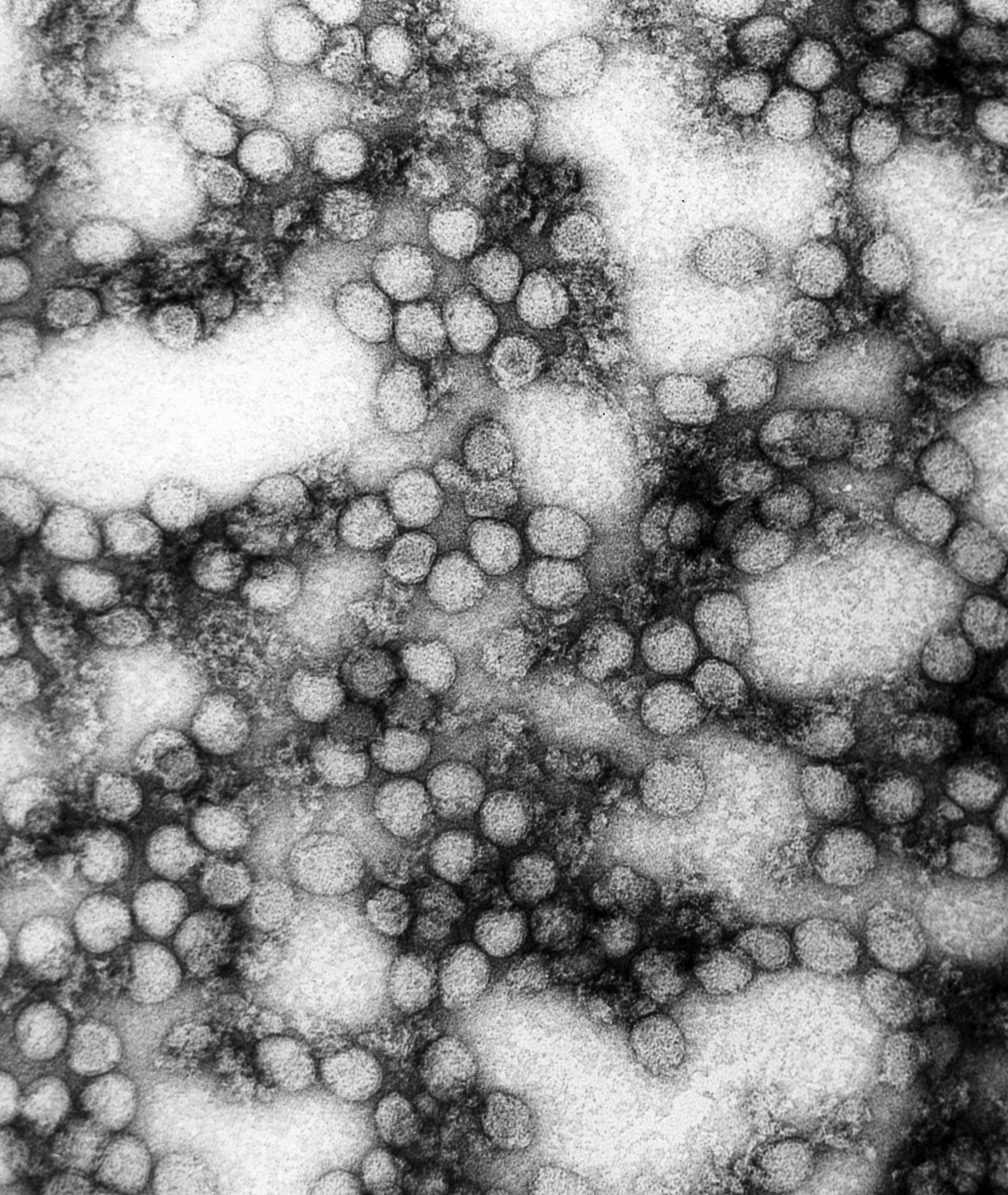
Das Gelbfiebervirus

Ein Gelbfieberimpfstoff ist ein Impfstoff gegen das Gelbfiebervirus (YFV) zur Prophylaxe gegen Gelbfieber.

## Eigenschaften
Die Entwicklung des ersten Gelbfieberimpfstoffs vom attenuierten Impfstamm 17D durch Max Theiler im Jahr 1937 mündete 1951 im bisher einzigen Nobelpreis für einen viralen Impfstoff. 17D entstand durch Passagieren des pathogenen Wildtypstammes Asibi. Dieser Wildtypstamm wurde 1927 aus dem Blut des an Gelbfieber erkrankten Ghanaer „Asibi“ isoliert.
Aus 17D wurden die beiden Unterstämme 17D-204 (Passage 235–240) sowie 17DD (Passage 287–289) abgeleitet. Die aus 17D-204 hergestellten Impfstoffe werden überwiegend in Europa und den USA verwendet, 17DD in Brasilien und weiten Teilen Südamerikas. Die Vakzine beider Impfstoffstämme gleichen sich in der Wirkung und auch bei Nebenwirkungen. Die Konsensussequenz von 17D-204 bzw. 17DD unterscheidet sich in 48 Nukleotiden von Asibi, wodurch 20 Aminosäurereste verändert sind.
Der Gelbfieberimpfstoff ist ein attenuierter Lebendimpfstoff. Er wird aufgrund der möglichen seltenen schweren Impfreaktionen nur für Reisende in Risikogebieten in Südamerika und Afrika empfohlen. In manchen Ländern ist die Gelbfieberimpfung eine Einreisevoraussetzung. Er kann bei Menschen über 9 Monaten angewendet werden. In Deutschland und den USA wird der Gelbfieberimpfstoff nur an staatlich anerkannten, bei der WHO registrierten Gelbfieber-Impfstellen verabreicht. ImoJEV ist ein Kombinationsimpfstoff mit einem Japanische-Enzephalitis-Impfstoff und wurde 2009 in Australien zugelassen.
Der Gelbfieberimpfstoff befindet sich auf der Liste der unentbehrlichen Arzneimittel der Weltgesundheitsorganisation.
Das Impfvirus wird in Hühnerembryonen vermehrt und nach Reinigung lyophilisiert. Der Impfstoff muss dann bei 2 bis 8 °C gelagert werden. Vor Applikation wird der gefriergetrocknete Impfstoff mit 0,5 ml eines beiliegenden Lösungsmittel aufgelöst und soll dann rasch subkutan oder intramuskulär gespritzt werden. Eine Impfstoffdosis enthält zwischen 104 und 106 PFU Impfviren.

## Immunologie
Nach einer subkutanen Impfung entstehen neutralisierende Antikörper, die mindestens zehn Jahre vor einer erneuten Gelbfieberinfektion schützen. Innerhalb von zehn Tagen sind 96 % der Geimpften immun, nach 28 Tagen sind es 99 %. Daher sollte der Impfstoff mindestens zehn Tage vor Reiseantritt verabreicht werden. Die Immunität hält vermutlich lebenslang, da nach über 600 Millionen verabreichten Dosen des Gelbfieberimpfstoffs seit den 1930er Jahren nur zwölf Gelbfieber-Erkrankungen (Impfdurchbrüche) bei Geimpften registriert wurden. Diese zwölf Fälle wurden auf Impfversagen zurückgeführt, da die Erkrankungen innerhalb von fünf Jahren nach einer Gelbfieberimpfung auftraten. Daher entfällt die bisherige Regelung, die Impfung alle 10 Jahre zu wiederholen, außer ein Land besteht weiterhin auf die veraltete Regelung.
Bei bestimmten Personengruppen wird eine Auffrischimpfung empfohlen, falls aufgrund der geschwächten Immunantwort ein lebenslanger Schutz möglicherweise nicht besteht:
- Kinder, die im Alter < 2 Jahren erstmals geimpft wurden,
- Frauen, die in der Schwangerschaft geimpft wurden,
- HIV-Infizierte,
- Personen, die gleichzeitig zur Gelbfieber-Impfung eine MMR-Impfung erhielten.

## Nebenwirkungen
Seit 1939 wurden mehr als 600 Millionen Dosen verimpft, der Impfstoff gilt als sicher und verträglich. Zu den normalen Impfreaktionen zählen 1–3 Tage nach Impfung Rötungen, Schmerzhaftigkeit und Schwellung (auch bei den zugehörigen Lymphknoten) an der Impfstelle. Nach 4–7 Tagen können gelegentlich zudem grippeähnliche Symptome wie leichtes Fieber, Kopf- und Gliederschmerzen beobachtet werden. In der Regel verschwinden diese Symptome schnell und folgenlos.
Es wurden seltene, unerwünschte Arzneimittelwirkungen (Impfkomplikationen) bei Gelbfieberimpfstoffen beobachtet (1255 schwere Nebenwirkungen bei 333 Millionen verimpften Dosen). Zu diesen seltenen schweren Impfreaktionen gehören eine meist durch Hühnereiweiß verursachte Anaphylaxie, die Gelbfieber-Vakzine-assoziierte neurologische Erkrankung (yellow fever vaccine-associated neurologic disease, YEL-AND) sowie die Gelbfieber-Vakzine-assoziierte viszerale Erkrankung (yellow fever vaccine-associated viscerotropic disease, YEL-AVD).
- YEL-AND führt zu Enzephalitiden und anderen neurologischen Komplikationen, sie umfassen Meningoenzephalitiden, Fälle des Guillain-Barré-Syndroms, Fälle akuter disseminierte Enzephalomyelitis (ADEM) sowie Bulbärparalysen. Aufgrund mangelnder Nachweistechnik (außer bei den Meningoenzephalitiden) lässt sich ein kausaler Zusammenhang nicht belegen, so dass es sich bei etlichen der beobachteten Fälle lediglich um eine rein zeitliche Assoziationen handeln kann.[5] Die YEL-AND in Form von Enzephalitiden wurde fast ausschließlich in Säuglingen beobachtet, zwischen 1945 und 2007 wurden 23 Fälle dokumentiert.[13]

- Bei YEL-AVD handelt es sich um schwere, teils tödlich verlaufende Erkrankungen mit multiplen Organschäden, diese wurden seit 2001 beobachtet.[5] Sie entspricht klinisch einer Gelbfieberinfektion, die Wahrscheinlichkeit des Auftretens beträgt etwa 1 zu 1 Million.[8] Hier ist ein kausaler Zusammenhang plausibel, da sich das Impfvirus in hoher Konzentration im Blut und den betroffenen Organen nachweisen lässt.[5]

## Gegenanzeigen
Kontraindikationen sind Schwangerschaft (einschließlich 4 Wochen vor einer Schwangerschaft), Immunsuppression und allergische Reaktionen auf Bestandteile des Impfstoffs. Insbesondere wegen des im Impfstoff enthaltenen Hühnereiweißes (1,6 mg pro Impfdosis) ist dieser bei bekannter Hühnereiweißallergie kontraindiziert. Um die Verträglichkeit und damit Anwendbarkeit des Impfstoffes zu erhöhen, wird aktuell an einer zellbasierten anstatt Hühnerei-basierten Variation geforscht.
Zudem dürfen wegen des möglichen Auftretens einer YEL-AND Säuglinge unter 9 Monaten nicht geimpft werden.

## Handelsnamen
Handelsnamen für Gelbfieberimpfstoffe sind z. B. YF-VAX und Stamaril (EU)